# تلبة (حبيش)

تعديل مصدري - تعديل

تلبة هي إحدى قرى عزلة بني الضاحتين بمديرية حبيش التابعة لمحافظة إب، بلغ تعداد سكانها 454 نسمة حسب تعداد اليمن لعام 2004.